# 호곤지

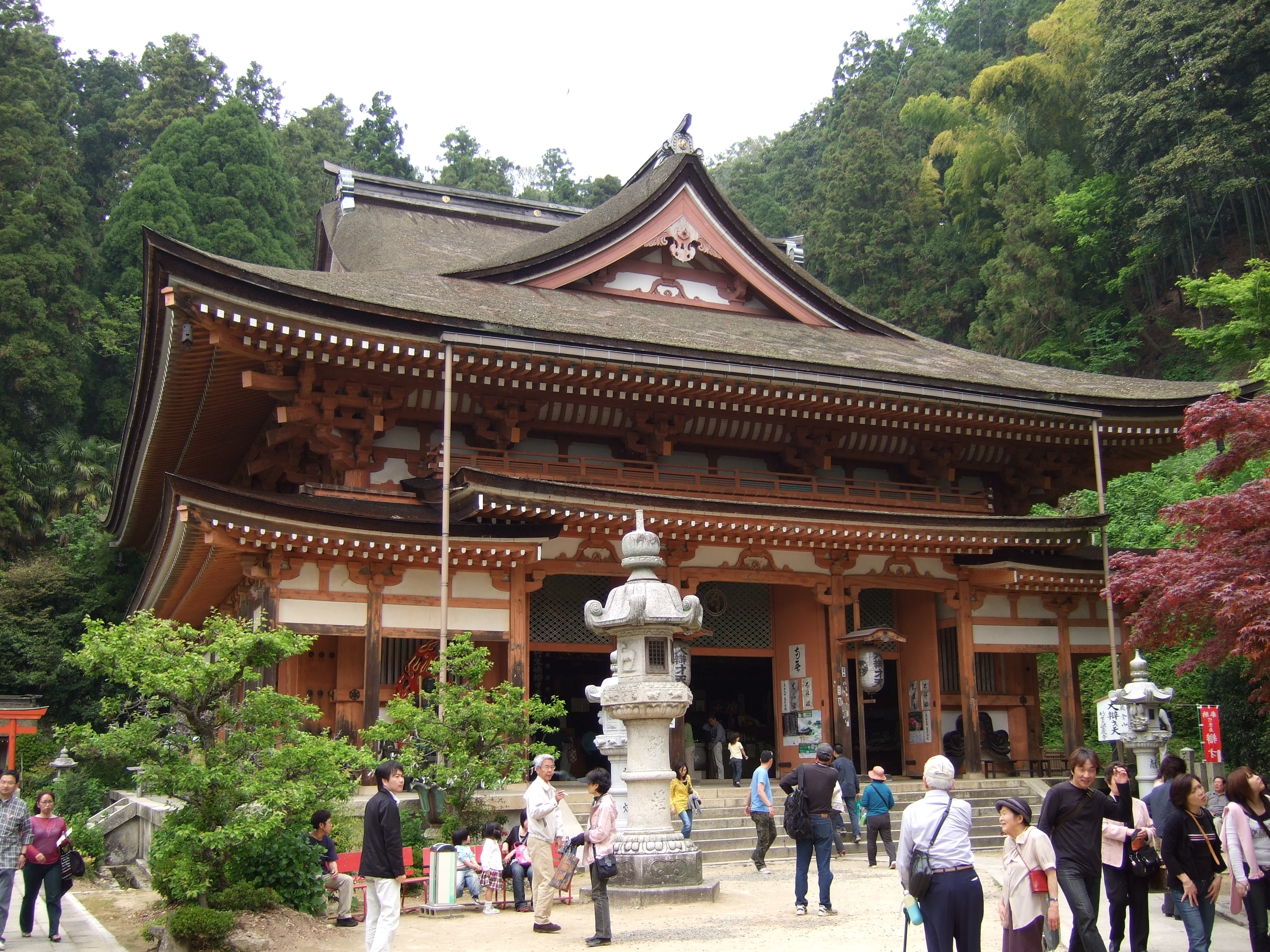
호곤지

호곤지(宝厳寺)는 일본 시가현 나가하마시 지쿠부섬에 있는 절이다. 변재천을 모신다.